# Składnia dialektalna
Składnia dialektalna – dział nauki o składni, badający systemy składniowe gwar i zjawiska w nich zachodzące.
Rzadko używa się cech składniowych jako kryteriów przy ustalaniu zasięgów gwar. Równie rzadko opisuje się system składni jakiejś gwary, poprzestając na rejestracji podstawowych różnic między nim a systemem ogólnym. Główne różnice sprowadzają się w zasadzie do obecności archaizmów składniowych w gwarze, które się tam dobrze konserwują (np. podwajanie przyimka: Wyszedł z domu z mego), do stosunkowo dużej frekwencji struktur kolokwialnych (np. Wziął i zrobił), ponieważ gwara jest z natury językiem mówionym, do obecności wpływów składni obcej w gwarach graniczących z terytoriami niepolskimi (np. w zachodniej Wielkopolsce ‘dawano kawę’ = była kawa, por. niem. Es gab Kaffe).
Składnia gwar charakteryzuje się znaczną liczbą wypowiedzeń pojedynczych. Wśród złożonych większość stanowią zdania współrzędne, głównie łączne, np. Konia mu dał i majątek zapisał i też nic nie pomogło. Prawie nieznane są imiesłowowe równoważniki zdań; imiesłowy przysłówkowe, przeważnie zakończone na -ęcy, są rzadkie i pełnią funkcję okoliczników sposobu.